# Daniëlle Bakhuis
Roelofje Daniëlle Bakhuis (Westerhaar-Vriezenveensewijk, 10 augustus 1982) is een Nederlandse schrijfster van kinderboeken. Daarnaast werkte ze als redacteur voor onder meer de tijdschriften CosmoGirl!, Viva en Cosmopolitan.

## Bestseller 60
| Boeken met noteringen in de Nederlandse Bestseller 60 | Jaar van verschijnen | Datum van binnenkomst | Hoogste positie | Aantal weken | Opmerkingen                 |
| ----------------------------------------------------- | -------------------- | --------------------- | --------------- | ------------ | --------------------------- |
| Mila en de magische dromenvanger                      | 2024                 | 24-04-2024            | 2               | 27           | in samenwerking met Djamila |
| Mila en de gouden toverveer                           | 2025                 | 28-05-2025            | 7               | 11           | in samenwerking met Djamila |